# لانتان
لانتان (Lanthanum، از یونانی λανθάνειν) یکی از عناصر جدول تناوبی با نماد La و عدد اتمی ۵۷ است. لانتان فلزی نقره‌ای رنگ و متعلق به گروه ۳ جدول تناوبی+گروه سوم جدول تناوبی و نخستین خانهٔ گروه لانتانیدها است. لانتانید فلزی چکش‌خوار، نرم و انعطاف‌پذیر است و در مجاورت هوا به‌سرعت اکسید می‌شود. با آب سرد با سرعت کم و با داغ با سرعتی بیشتر واکنش می‌دهد به همین دلیل در شرایط غیر آزمایشگاهی قابل بررسی نیست. لانتان به‌طور مستقیم با عناصر کربن، نیتروژن، بور، سلنیم، سیلیسیم، فسفر، گوگرد و هالوژن‌ها واکنش می‌دهد.

## کاربرد
شیشه با ضریب شکست بالا، شیشه ضد قلیا، ذخیرهٔ هیدروژن، سنگ آتشزنه، الکترودهای باتری، عدسی دوربین، کراکینگ کاتالیزوری سیال بستر، آسان‌گر برای شکستن مولکول‌های نفت.

## ریشه
از واژهٔ یونانی lanthanein به معنی پنهان بودن